# Землетрус в Інангахуа (1968)
Землетрус 1968 року в Інангахуа вразив 25 кілометрів (16 миль) захід від Мерчісона, Нова Зеландія, поблизу невеликого містечка Інангахуа-Джанкшн о 5:24 ранкового часу NZDT 24 травня 1968 року. Землетрус мав магнітуду 7,1, локальну — 6,7, поверхневу хвилю — 7,4 та максимальну інтенсивність Меркаллі X (дуже руйнівний). Це сталося на глибині 12 кілометрів (7,5 миль), будучи надзвичайно дрібним для землетрусу його розмірів. Це призвело до смерті трьох людей, ще 14 людей отримали поранення що робить його п'ятим найсмертнішим землетрусом в історії Нової Зеландії (пов'язаним із землетрусом 1848 року в Мальборо). За землетрусом послідували численні вторинні поштовхи, в тому числі 15, які мали силу 5 і більше і сталися протягом місяця.

## Тектонічна обстановка
Нова Зеландія лежить уздовж межі між Індо-Австралійською та Тихоокеанською плитами. На Південному острові більша частина відносного переміщення між цими плитами зайнята вздовж єдиного правостороннього (правого бічного) розлому ковзання з основним зворотним компонентом — Альпійським розломом. Землетрус 1968 року в Інангахуа стався вздовж північного відрізу Альпійського розлому, і вважався цілком середнім для того, що може спричинити розлом.

## Пошкодження

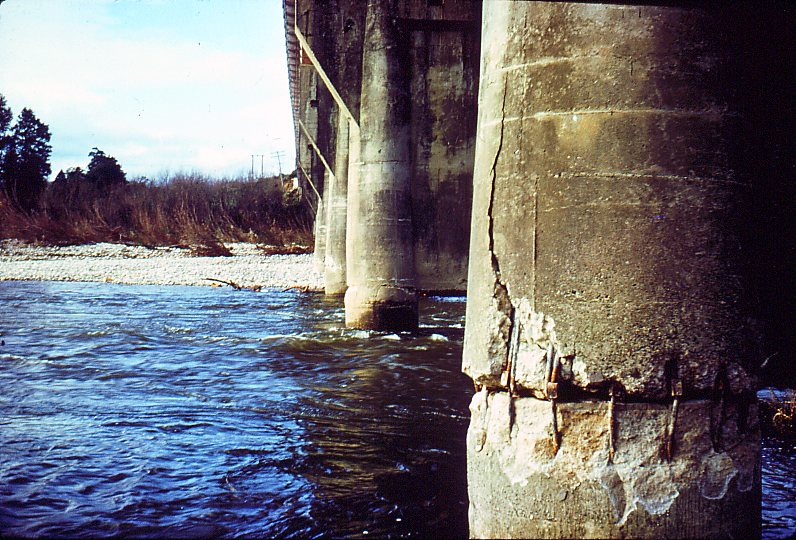
Міст сполучення Інангахуа після землетрусу 1968 року.

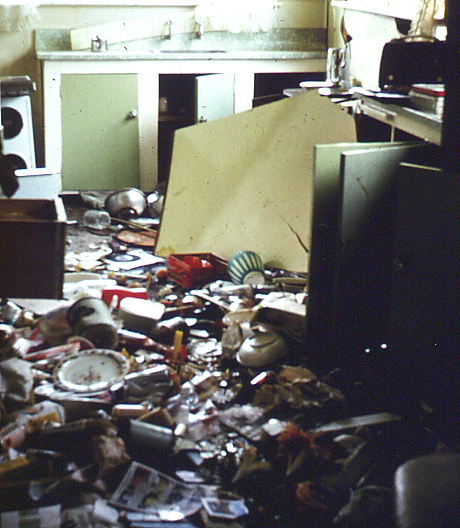
Пошкодження всередині будинку Інангахуа після землетрусу.

Землетрус зіпсував багаторічні роботи з благоустрою State Highway 6 в районах ущелини Інангахуа та Буллер. На ділянці розміром в 50 кілометрів (50 миль), дорога через ущелину Буллер була перекрита більш ніж у 50 місцях, або засипана під зсувами, або там, де сама дорога впала в ущелину. Землетрус також пошкодив або зруйнував понад 50 мостів. Він також зігнав з рейок два товарні поїзди і 100 кілометрів (62 миль) понад 100 кілометрів (62 миль) пошкодженої залізничної колії довелося замінити.
Всі дороги до Інангахуа та від неї були перекриті зсувами. Електричні та телефонні мережі не працювали, а багато водопровідних труб в Інангахуа були пошкоджені до того стану що не підлягають ремонту.
Інші міста Західного узбережжя сильно потрясли; понад дві третини димоходів у Греймуті, Вестпорті та Рифтоні були пошкоджені.

### Жертви
У місті Уайткліфф вапняковий обрив обвалився на фермерський будинок, який належав містеру Ф. Дж. Джексону, і штовхнув його під гору, вмить загинувши пані Джексон та смертельно поранивши її матір, що приїжджала, місіс Ф. Е. Блекмор із Крайстчерча. Незабаром після землетрусу один чоловік загинув поблизу Греймута, коли його машина наїхала на осілу ділянку дороги напередодні мосту. Ще троє чоловіків загинули 29 травня, коли вертоліт Bell 47G-2A, яким керував Гордон Хатчінгс, перевозив двох лінійників пошти Роберта Педдера та Едвіна Стіра від Мерчісона до Лайєла, наїхав на лінії електропередач і впав незабаром після зльоту.

### Зсуви
Землетрус та численні вторинні поштовхи спричинили численні зсуви навколишніх гір. Величезний зсув запрудив річку Буллер вище за течією Інангахуа. Вода, що піднімалася, підтримувалась на 7 кілометрів (4,3 милі), піднявши річку на 30 метрів вище її нормального рівня. Якби зсувна дамба прорвалась, річка затопила б не лише Інанґахуа, але і значно більше місто Вестпорт, розташоване нижче за течією у гирлі річки. Як запобіжний захід було евакуйовано близько 10 000 людей. Запруджена річка врешті-решт вилила залишки зсуву і поступово розмила його, не спричинивши серйозних повеней.

## Відповідь
Незабаром після землетрусу на дворі Міністерства робіт в Інангахуа був створений центр допомоги. Люди, що збиралися там, були стурбовані тим, що в радіопередачах згадувалося лише незначний землетрус — решта Нової Зеландії, здавалося, не знала про те, що сталося з їхнім містом. Люди Інангауа залишалися на самоті в катастрофі протягом кількох годин, поки водієві не вдалося зв'язатися з Гісборном на його вантажівці. До обіду в район прибували комерційні та військово-повітряні вертольоти з допомогою та обстеженням збитків.
Допомога також потрібна була в ізольованих районах. Четверо людей, у тому числі констебль та лікар із пачкою медичних приладь, пішли до розв'язки Інангахуа. Там лікар лікував більшість пацієнтів на відкритому повітрі, оскільки вторинні поштовхи все ще тремтіли в районі. Тим часом одна група з близько 50 людей почала йти від Інангауа до Рифтона, приблизно 7 годин. Група з 50 осіб благополучно добралася до Рифтона Вертольоти RNZAF UH-1 та комерційні вертольоти почали перелітати людей до Ротокоху, де вони могли сісти на автобуси до Рифтона, а вертольоти RNZAF UH-1 перевірили всі віддалені фермерські будинки. Всього з Інангахуа було вивезено 235 людей.

## Наслідки
Інангахуа так і не оговтався повністю. Багато жителів міста ніколи не поверталися до своїх домів, ні залишаючись у сусідніх містах, таких як Рифтон, ні вирішуючи повністю виїхати з цього району. Пошкоджені та зруйновані будівлі були повністю відновлені місяцями — в деяких випадках і роками. Однак залізнична лінія була повністю відновлена, оскільки вона є ключовою частиною лінії Стілвотер — Вестпорт. Після землетрусу площа занепала. Люди переїжджали, бо боялися поштовхів. Зайнятість зменшилася, а кількість учнів скоротилася. У магазинах було менше покупців, і все більше і більше знаків «Шукаю допомогу» було видно у вітринах. Пізніше цей район зазнав економічного падіння.
Землетрус сильно вплинув на місцеве населення. Діти були засмучені різкими змінами у їхньому житті. Багатьом довелося переїхати до школи Рифтон на певний період після землетрусу, оскільки школа Інангахуа була пошкоджена до того що будівля не підлягає ремонту. Повідомляється, що один шкільний вчитель змусив своїх учнів малювати картини свого досвіду. Один хлопчик намалював розбитий будинок, на який падав дощ. Заголовок «Після землетрусу пішов дощ». Дощі значно ускладнили зусилля по відновленню та рятуванню міста. Багато сімей у цьому районі залишились ні з чим. Їм надавали товари соціальні служби, такі як Червоний Хрест, і в деяких випадках вони виходили з цього набагато краще, ніж коли вони заходили.

## Дивитися також
- Список землетрусів 1968 року
- Список землетрусів у Новій Зеландії